# Левицький Дмитро Гаврилович
Дмитро Гаврилович Левицький (7 листопада (26 жовтня) 1873, Одеса (за іншими даними — Подільська губернія) — 23 листопада 1935, Сталіно) — український гірничий інженер, начальник Центральної Макіївської гірничорятувальної станції.

## Біографія
Навчався у Рішельєвській гімназії та Новоросійському університеті в Одесі. Після закінчення Санкт-Петербурзького гірничого інституту (1901) працював на Одеському металургійному заводі, Перекопських соляних промислах, рудниках Берестовському, Катерининському, Рутченківському, Григор'ївському та Риковському у Донбасі.
У 1902—1907 роках був позаштатним викладачем електротехніки Катеринославського вищого гірничого училища. 
Під час керівництва шахтою № 4-біс у Юзівці 18 червня 1908 року сталася найбільша в історії Донбасу аварія — вибух, що забрав життя 150 осіб, ще 120 померли у лікарні. Завдяки повазі серед гірників і Катерининського гірничо-промислового товариства Левицького офіційно не визнали винним.
У 1908 році призначений начальником першої в Російській імперії гірничорятувальної станції у Макіївці, якою керував до 1915 року. У 1909—1910 роках організував Рутченківську, Голубівську, Грушевську та Криндачівську гірничорятувальні станції.

### Науково-виробнича діяльність
Досліджував вибухонебезпечність вугільного пилу та метаноповітряних сумішей, започаткував роботи з конструювання вітчизняного гірничорятувального обладнання. Під його керівництвом у 1911 році було створено перший вітчизняний респіратор «Макіївка», у якому видихувана вуглекислота виморожувалась рідким киснем. Левицький особисто випробував цей респіратор у середовищі з високою концентрацією метану та відсутністю кисню.
Після вибуху на шахті № 2 «Криворіжжя» у 1912 році (24 жертви) за його участі було побудовано приміщення та житлові будинки для Криворізького рятувального пункту, придбано респіратори.

### Подальша діяльність
У 1916 році Д. Г. Левицький за віком залишив гірничорятувальну службу. З 1917 року працював в управліннях вугільної промисловості у Харкові. У 1917—1931 роках — у Бюро безпеки робіт «Донвугілля». З 1931 року — науковий співробітник Сталінської філії Всесоюзного науково-дослідного вугільного інституту.
Помер 23 листопада 1935 року (імовірно — м. Сталіно). Після смерті Левицького залишилося близько 40 неопублікованих праць з питань безпеки у гірничій справі.

## Увічнення пам'яті
У Донецьку встановлено пам'ятний знак на честь Дмитра Гавриловича Левицького та названо його ім'ям одну з вулиць.